# Primăvara arabă în Bahrain
Determinarea pentru menținerea fragilei balanțe politice între opoziția șiită majoritară și minoritatea sunnită aflată la conducere prin familia Al-Khalifa a determinat, în 2010, adoptarea, de către Administrația de la Manama, a unor măsuri dure împotriva disidenților. În săptămânile ce au precedat alegerile parlamentare din octombrie 2011, autoritățile au arestat circa 250 de activiști ai opoziției, 23 dintre aceștia fiind acuzați de orchestrarea unui complot sprijinit de Iran pentru răsturnarea Guvernului. În pofida arestărilor și nemulțumirilor legate de reformele promovate de regele Hamad bin Isa Al-Khalifa, opoziția din Bahrain a participat, pentru a doua dată într-un deceniu, la procesul electoral. Al Wefaq, principalul partid moderat al comunității șiite, a obținut 60% din voturi, dar numai 18 din cele 40 de locuri din cadrul Parlamentului, din cauza falsificării rezultatelor scrutinului. Obținerea unor locuri în Camera inferioară, lipsită de puteri reale, era sinonimă cu imposibilitatea opoziției de a soluționa cererile populare.

## Debut
Evoluțiile generate de primăvara arabă au constituit terenul prielnic pentru reînnoirea solicitărilor pentru reforme politice și constituționale. În 14 februarie 2011, tinerii activiști au declarat această dată „Ziua mâniei”, atrăgând sute de protestatari din satele șiite din Bahrain. Poliția a răspuns prin tiruri cu gloanțe de cauciuc și gaze lacrimogene. Pe măsură ce numărul victimelor în rândul protestarilor creștea, demonstranții se adunau în capitala Manama, în Piața Pearl, cerând abolirea monarhiei și reforme constituționale.
Răspunsurile incoerente ale oficililor din Manama la solicitările demonstranților sugerau o ruptură în familia domnitoare. În timpul unui raid împotriva acestora, în 17 februarie, forțele de securitate au ucis trei dintre protestatari, desfășurând militari în Piața Pearl. În ziua următoare, Prințul moștenitor șeicul Salman bin Hamad Al-Khalifa, perceput ca reformist, și-a exprimat regretul față decesul protestatarilor, invitând cetățenii la inițirea dialogului național. Totodată, acesta a ordonat retragerea imediată a dispozitivului militar de pe străzi. O coaliție alcătuită din formațiuni de opoziție a respins oferta inițială de dialog, solicitând satisfacerea unor precondiții, inclusiv stabilirea unui comitet însărcinat cu redactarea unui proiect pentru o nouă constituție. Pe măsură ce demonstranții se adunau în Piața Pearl, Administrația de la Manama a adoptat unele măsuri în întampinarea solicitărilor acestora, printre care acceptarea reîntoarcerii din exil a unor opozanți, eliberarea prizonierilor politici și o minoră remananiere guvernamentală. 

## Continuarea revoltelor
În pofida adoptării acestor măsuri, țara continua să se confrunte cu o creștere a tensiunilor interconfesionale, liderii sunniți chemând la formarea unor comitete de autoapărare. Violențele amenințau să escaladeze, opoziția fiind divizată pe fondul diferențelor de viziune și strategie – moderații erau incapabili să mobilizeze protestatarii în vederea dialogului, în timp ce radicalii erau nerabdători ca violențele să escaladeze, pentru a crea premisele unei abordări radicale.
În acest climat tensionat, prințul moștenitor a anunțat implementarea unui cadru pentru reconcilierea națională, o măsură disperată pentru a încerca să aducă opoziția la masa negocierilor. În context, regele a anunțat într-un discurs televizat instituirea stării de urgență pentru o perioadă de 3 luni – aspect ce evidenția falia din interiorul familiei regale. De asemenea, suveranul a anunțat intervenția unor trupe Peninsula Shield, din cadrul Consiliului de Cooperare al Golfului, pentru a asigura securitatea. Cu acest prilej, forțele de securitate au evacuat Piața Pearl, pătrunzând în principalul spital de stat, sub pretextul că acesta a devenit un fief al protestatarilor. 

## Intervenția Peninsula Shield
Desfășurarea trupelor Peninsula Shield alimenta opiniile conform cărora conservatori sunniți din cadrul Administrației de la Manama, sprijiniți de Arabia Saudită, și-au reiterat orientarea, eliminând posibilitatea identificării unei soluții politice a crizei. Forțele Consiliului de Cooperare al Golfului, constituite din trupe saudite, emirateze și qatareze, au fost desfășurate în preajma obiectivelor infrastructurii critice. Kuwaitul a anunțat desfășurarea unei patrule navale în vederea asigurării securității apelor teritoriale ale Bahrainului, ca urmare a refuzului propriului Parlament de a autoriza desfășurarea de trupe terestre. Militarii bahrainezi au blocat accesul în zonele de protest, stabilind puncte de acces strict controlate.
În următoarele săptămâni, Administrația de la Manama a adoptat noi măsuri în vederea înlăturării opoziției: cel mai mare spital de stat a trecut în subordinea structurilor de asigurare a securității, iar Monumentul Pearl – simbolul protestelor – a fost demolat. Procesele militare împotriva membrilor opoziției acuzați că au condus complotul orchestrat de Iran pentru răsturnarea Guvernului s-au finalizat cu pronunțarea a opt sentințe de închisoare pe viață. Demisia din Parlament a 11 membrii ai partidului Al-Wefaq a fost aceptată de oficialii de la Manama, care au anunțat alegeri pentru a-i înlocui în septembrie. 
Violările drepturilor omului au inclus distrugerea câtorva zeci de moschei șiite, arestarea și chemarea în justiție a medici și asistentelor care au acordat îngrijiri protestatarilor răniți, disponibilizarea a peste 1300 de lucrători pentru participarea la proteste politice și decesul a patru demonstranți aflați în detenție. Pe fondul acestor evenimente, reputația de hub regional pentru investiții1 a Bahrainului a suferit major, conducând la anularea unor evenimente importante. În plus, unele consorții, printre care bănci de investiții și firme de consultanță, și-au închis birourile din regat sau le-au relocat în alte state din regiune. 

## Deznodămât preliminar
În pofida acestor evoluții, dimensiunea redusă a Bahrainului, evenimentele din Libia și din Siria, diplomația agresivă a statelor Consiliului de Cooperare al Golfului, precum și paranoia la adresa acțiunilor Iranului au contribuit la reducerea vizibilității evenimentelor și la evitarea oprobriului intenrațional la care au fost supuse alte state aflate în situații similare.
Pentru a salva economia și imaginea statului, regele Hamad a anunțat suspenadarea stării de urgență începând cu 1 iunie 2011, cu două săptămâni în avans față de data stabilită, solicitând concomitent staționarea trupelor Peninsula Shield Force. Prințul moștenitor – perceput, atât în plan intern, cât și în plan extern, ca relativ lipsit de autoritate – a anunțat că oferta de dialog va fi reînnoită, în timp ce opoziția, având majoritatea liderilor încarcerați, părea indecisă în privința acceptării acesteia. Inițiativa suveranului Hamad bin Isa Al-Khalifa de a solicita o comisie care să ancheteze evimentele violente și modalitatea de răspuns a structurilor de law enforcement din februarie și martie – Bahrain Independent Inquery Comittee – a determinat mișcarea Al-Wefaq și alte grupări moderate să accepte invitația la dialog. 
Acuzațiile Bahrainului la adresa Iranului, precum și desfășurarea trupelor Consiliului de Cooperare al Golfului, a condus la tensionarea relațiilor, șeful diplomației de la Teheran catalogând intervenția saudită drept ocupație.
În pofida atitudinii adoptate de statele din Consiliul de Cooperare al Golfului – convinse de implicarea iraniană în evenimentele din Bahrain – Bahrain Independent Inquery Comittee a demonstrat lipsa de fundament a acestei presupuneri.